# غولدن فريبورغ
غولدن فريبورغ عملة كانتون فريبورغ السويسري حتى عام 1798. قسم إلى 14 باتزن وكل منها كان 4 كرويتزر أو 16 دونييه. تم استبداله بفرنك الجمهورية الهلفتيكية في 1798. وحل محل الأخير فرنك فريبورغ.

## القطع المعدنية
في أواخر القرن الثامن عشر، صدرت قطع نحاسية من فئة 1 دونييه، مع فئة «فيرر» (2 دونييه) و1 كرويتزر و½ باتزن و7 و14 و28 و56 كرويتزر فضي. كانت الفئات الفضية معادلة لـ ⅛ و¼ و½ و1 غولدن.